# Tzacbatul
Tzacbatul är en ort i Mexiko.   Den ligger i kommunen Ocosingo och delstaten Chiapas, i den sydöstra delen av landet, 800 km öster om huvudstaden Mexico City. Tzacbatul ligger 1 146 meter över havet och antalet invånare är 396.
Terrängen runt Tzacbatul är huvudsakligen kuperad. Tzacbatul ligger nere i en dal som går i sydvästlig-nordostlig riktning. Runt Tzacbatul är det ganska glesbefolkat, med 21 invånare per kvadratkilometer. Närmaste större samhälle är Ocosingo, 18,0 km öster om Tzacbatul. I omgivningarna runt Tzacbatul växer i huvudsak städsegrön lövskog.